# Grube Verzögerung
Die Grube Verzögerung ist eine ehemalige Eisen-Grube des Bensberger Erzreviers in der Gemeinde Odenthal, Ortsteil Schwarzbroich.

## Geschichte
Ein erster Mutungsantrag auf Eisenstein wurde am 3. Mai 1849 für die Grube Victoria im Schwarzbruch Gemeinde Odenthal gestellt. Am 19. November 1850 folgte ein erneuter Mutungsantrag für die gleiche Grube, der mehrmals wiederholt wurde. Schließlich kam es am 3. April 1852 zur Verleihung mit der neuen Grubenbezeichnung Verzögerung. Ein Betrieb der Grube blieb zunächst aus. Bis 1862 wurden Stundungen von Jahr zu Jahr und ab 18. November 1862 auf unbestimmte Zeit von der Bergbehörde genehmigt, weil sich die Gewerkschaft Britannia in wirtschaftlichen Schwierigkeiten befand. Dadurch blieben ihr die Bergrechte erhalten. Das Grubenfeld Verzögerung lag zwischen Schwarzbroich und Küchenberg. Von der Straße Schwarzbroicher Wiese führt ein Wanderweg in das Tal des Schwarzbroicher Baches. Bleibt man auf der rechten Seite (Fließrichtung) des Baches und geht nach wenigen Metern rechts in Richtung Odenthal, stößt man etwa 50 Meter hinter einer Kläranlage, die nicht mehr betrieben wird, an den Hauptbetriebspunkt der Grube Verzögerung. Auf der linken Bachseite sieht man im Wald mehrere, zum Teil größere Pingen und mehrere verschüttete Stollenmundlöcher. Wann die Betriebstätigkeiten mit welchen Ergebnissen und mit welchem Aufwand aufgenommen wurden, ist nicht bekannt.